# Just Another Dark Age
Just Another Dark Age is het debuutalbum van de Britse muziekgroep Nunbient. Het album bevat een combinatie van ambient, progressieve rock, elektroakoestische muziek en elektronische muziek. Voor ambient zit er te veel melodie in, voor progressieve muziek juist te weinig. Sommige tracks neigen ook naar zeer afwijkende jazzrock, een vergelijking met muziek van Brand X is al gemaakt. Het album is opgenomen in Yellow Benteens in Oxfordshire. Het geheel is verpakt in een kartonnen hoes met daarbij een ingevoegd blad met op een zijde een zwart-witfoto en op de andere zijde de gegevens. Het hoesontwerp is van Carl Glover, de foto komt uit zijn archief. De instrumentale muziek is somber, maar lang niet zo zwaar op de maag als die van Dirk Serries of Stephen Parsick.

## Musici
- Matt Baber, Joff Winks – alle instrumenten, waaronder een vibrafoon, tamtam, gitaar en harmonium.

## Composities
1. Curtains up
2. Indian Box
3. Lowery clicks
4. Drone frost porous
5. Fable of Babel
6. In tongues
7. Just another dark age